# WrestleMania 23
WrestleMania 23 fue un evento pay-per-view (PPV) de lucha libre profesional producido por World Wrestling Entertainment (WWE). Fue La edición 23 de WrestleMania el cual fue celebrado 1 de abril de 2007 en el Ford Field en Detroit, Míchigan. Este evento fue el primer WrestleMania celebrado en el Ford Field y el segundo en ser celebrado en el área metropolitana de Detroit (después de WrestleMania III, en el Pontiac Silverdome, en Pontiac, Míchigan), Este fue el último Wrestlemania de Chris Benoit antes de su trágica muerte en junio del mismo año.
Los tickets para el evento se pusieron a la venta el 11 de noviembre de 2006. El récord de asistencia de 80.103 personas en el Ford Field fue gracias a la asistencia de personas de 24 países, de los 50 estados de Estados Unidos y nueve provincias canadienses, alcanzando un estimado de 25 millones de dólares en la economía local e hizo de este evento el más grande en la historia de la WWE, recaudando más de 5.38 millones de dólares en venta de tickets. WrestleMania 23 fue el PPV más grande en la historia de la WWE y el evento más grande de lucha libre profesional en la historia de Estados Unidos, rompiendo el récord anterior de 3.9 millones de dólares de WrestleMania X8. Con 1.2 millones de ventas, este evento tuvo la más alta cantidad de ventas en la historia de WrestleMania.
Las canciones oficiales del evento fueron "Ladies and Gentlemen" de Saliva (cuya canción es la canción oficial del evento), y "Memory Will Never Die" de Default. El lema oficial de este WrestleMania fue All Grown Up (Todos ya crecidos) en alusión a que en ese momento se cumplían 20 años desde que se celebrara WrestleMania III en esta misma ciudad.

## Producción

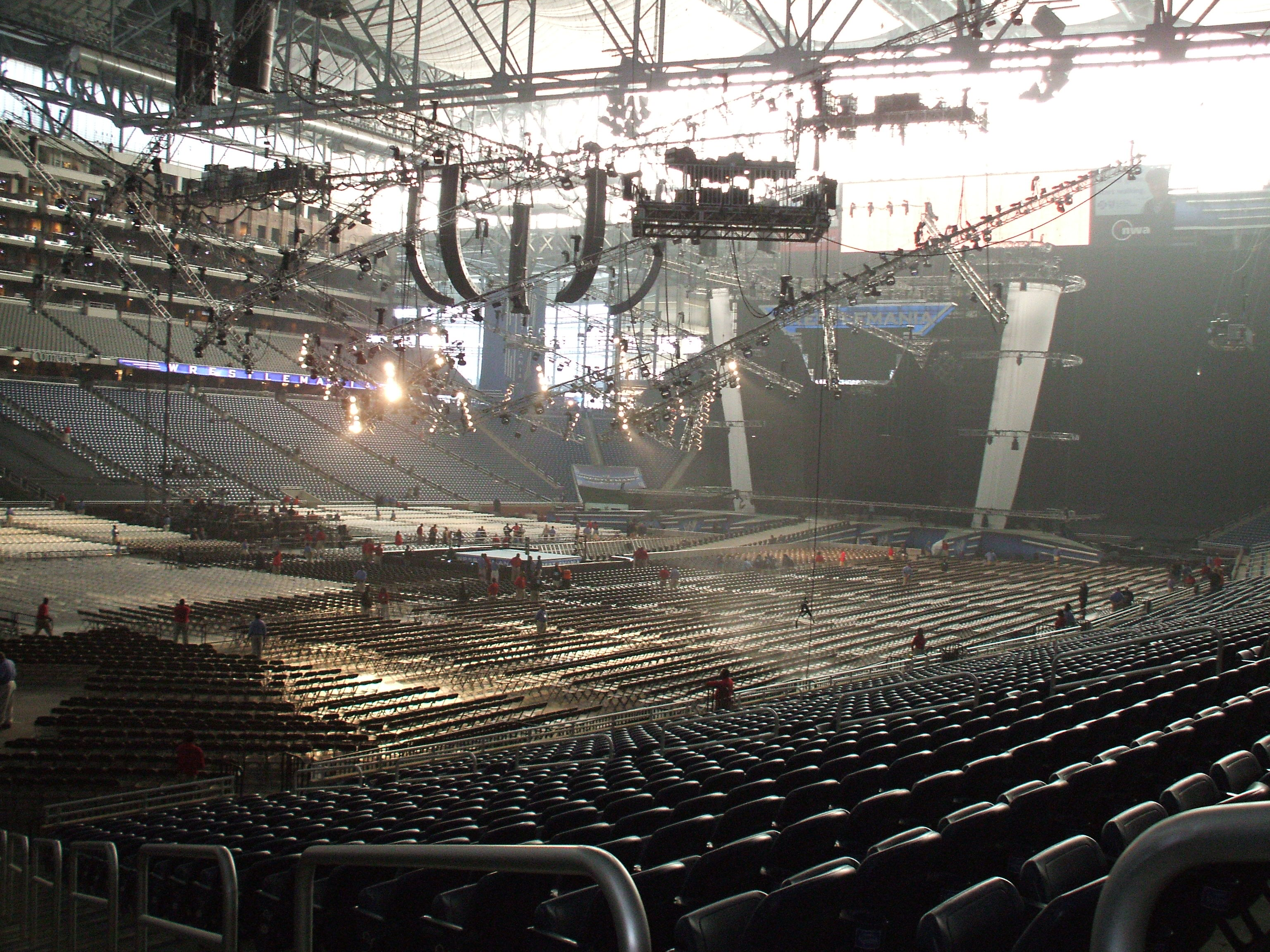
El Ford Field, estadio donde se realizó Wrestlemania 23 antes del evento.

WrestleMania es considerado el evento insigne de la WWE, cuyo primer evento se llevó a cabo en 1985. Es el evento más longevo de la lucha libre profesional y es llevado a cabo anualmente entre mediados de marzo y mediados de abril. Fue el primer PPV de los cuatro originales de WWE, que incluyen a Royal Rumble, SummerSlam y Survivor Series, llamados los "Cuatro Grandes". Ha sido descrito como el Super Bowl del entretenimiento deportivo. El evento incluyó luchadores de Raw, SmackDown y ECW; fue el primer WrestleMania en incluir a la ECW, un relanzamiento de la antigua promoción Extreme Championship Wrestling que se convirtió en una marca de la WWE en junio de 2006 , por consiguiente fue también el primer WrestleMania en incluir el Campeonato Mundial de ECW (aunque no se defendió en este evento ya que el campeón compitió en un combate no titular).
La escenografía para WrestleMania 23 se comenzó a desarrollar en octubre de 2006, después de que el escenógrafo de la WWE, Jason Robinson, recibió por primera vez el logo final para el evento. Robinson y su primer equipo inspeccionaron el Ford Field por primera vez en julio de 2006, comenzando a planificar los diseños de la escenografía y la iluminación. Después de regresar al estadio en enero de 2007 para realizar más inspecciones del sitio, Robinson y su equipo finalizaron el diseño del set en febrero. El diseño final resultó en WrestleMania 23 teniendo el set más grande jamás construido para un evento de WrestleMania. Incorporó 414 pantallas de video led y luces automatizadas, 10 focos de seguimiento, 56 reflectores, 50.000 pies de cable para pirotecnia y otros usos, y 35 lanzallamas utilizados para producir llamas de 30 pies de alto y 6 pies de ancho, todo lo cual dio al set un aspecto único para la entrada de cada luchador y una ampliación de la iluminación escénica de 300 pies de ancho y 100 pies de altura utilizando los instrumentos especializados de iluminación del escenario. La rampa de entrada para llegar al ring fue de 187 pies de longitud.
A pesar de que tomó tres semanas preparar completamente el Ford Field, el montaje comenzó la semana antes de WrestleMania 23 y se completó poco antes del día evento. Se tomó una semana de trescientos miembros de personal, junto con la descarga y trabajo de cuarenta semirremolques, para la construcción del set y el montaje de la iluminación del evento dentro de Ford Field, mucho más que las cuarenta horas de costumbre, un centenar de miembros del personal, y de catorce semirremolques necesarios para la producción de los eventos televisivos semanales de WWE. Después de evento terminó, tomó alrededor de treinta horas desmontar el set e iluminación, mucho más que el tiempo habitual de tres horas requeridas para los eventos televisivos semanales de WWE.

## Argumento

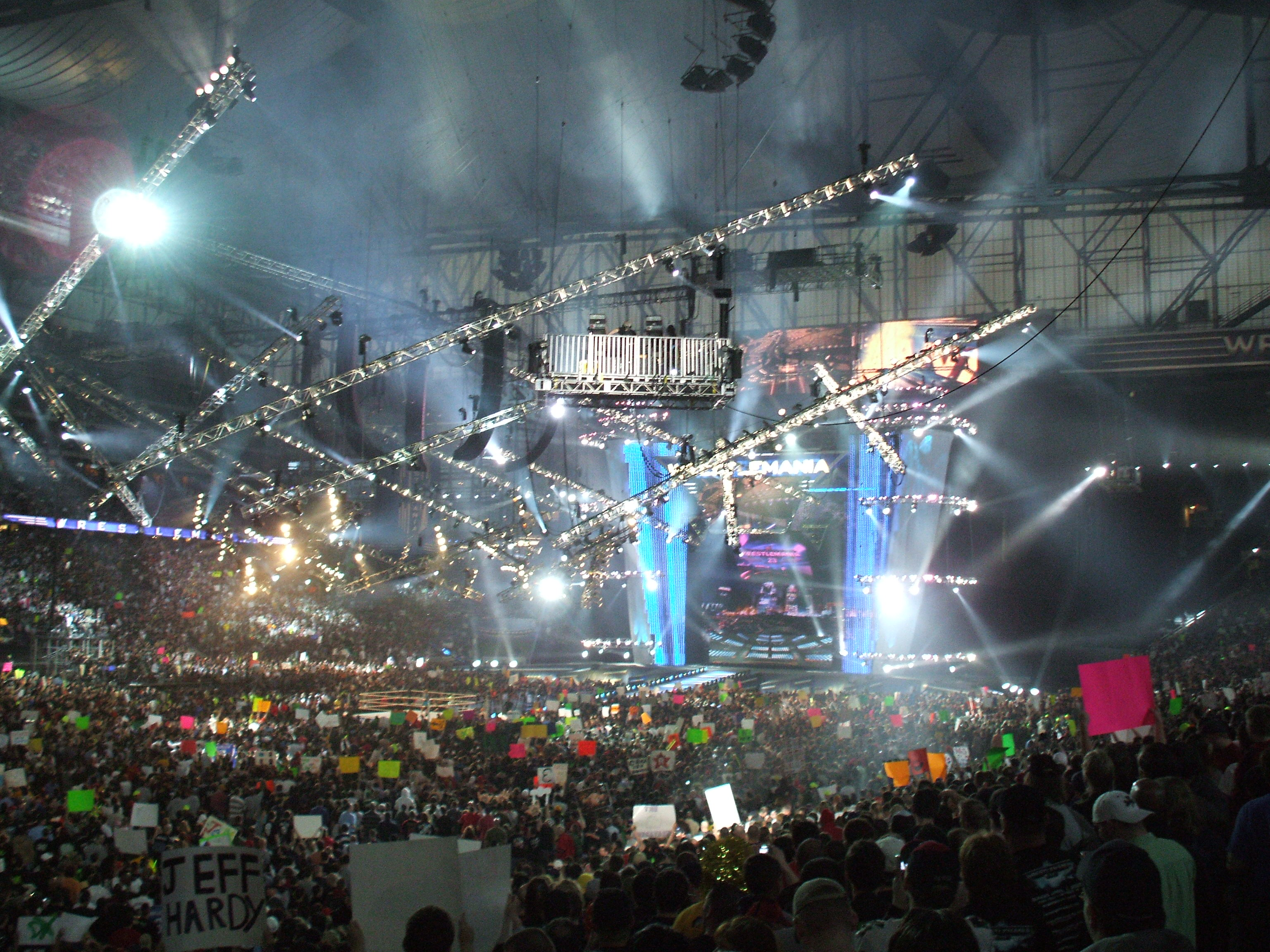
Un récord de asistencia con 80.103 aficionados en el Ford Field para WrestleMania 23.

La rivalidad principal de la marca Raw fue entre John Cena & Shawn Michaels por el Campeonato de la WWE. Después de que El Ganador de Royal Rumble (2007) The Undertaker, decidiera luchar frente a Batista por el Campeonato Mundial Peso Pesado en WrestleMania, fue anunciado una lucha de triple amenaza, para determinar el retador #1 al Campeonato de la WWE. En el cual, Michaels derrotó a Randy Orton y Edge en una Triple Threat Match ganando una oportunidad por el título en WrestleMania, frente al campeón John Cena. Aunque una semana antes, Cena y Michaels derrotaron a Edge y Orton, conquistando de esa forma el Campeonato Mundial en Parejas, por lo que Cena iba al evento, con 2 títulos en su poder. Días después, Cena y Michaels hicieron equipo, para enfrentar a Batista y The Undertaker, en una lucha de Tag Team de evento estelar de Wrestlemania por cada marca en No Way Out 2007, donde Cena y Michaels se llevaron el triunfo. En el último RAW previo al evento, Michaels aplicó un Sweet Chin Music a Cena, sabiendo que el duelo entre ellos en Wrestlemania se avecinaba.

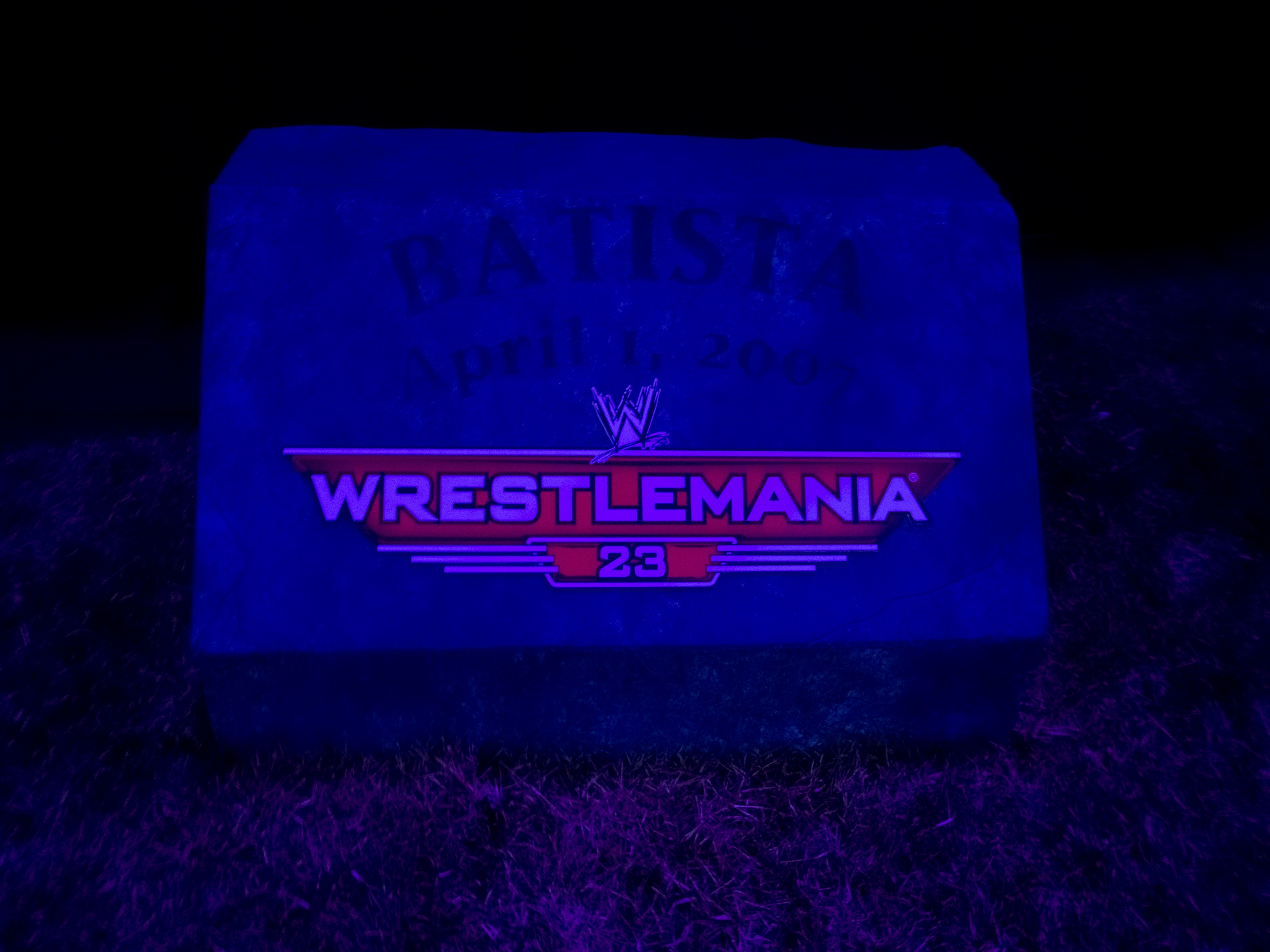
Tumba marcando la derrota de Batista a manos de The Undertaker.

El evento principal de la marca SmackDown fue entre The Undertaker y Batista por el Campeonato Mundial Peso Pesado. En Royal Rumble, Undertaker ganó la batalla de Royal Rumble 2007 de 30 superestrellas siendo el último en entrar a esa lucha, por lo que ganó el derecho de luchar un partido de campeonato, contra cualquiera de los 3 campeonatos mundiales de la WWE (WWE, Peso Pesado, o ECW). El 5 de febrero en RAW, Undertaker eligió para desafiar a Batista para el Campeonato Mundial Peso Pesado, cuando precisamente le aplicó a este una Chokeslam én el centro del ring. En las semanas anteriores a WrestleMania, Batista afirmó tener un gran respeto por The Undertaker. Sin embargo, después de varios ataques de The Undertaker, Batista afirmó haber perdido todo ese respeto hacia él. Durante No Way Out 2007, Batista traicionó a The Undertaker aplicándole un Spinebuster, permitiéndole a Michaels & Cena al aplicarle un
Sweet Chin Music y un FU respectivamente, ganando la lucha la dupla del Campeonato de la WWE. En el último SmackDown previo al evento, Batista volvió a atacar a Undertaker, atacándolo con otro Spinebuster, además de un "Batista Bomb".
El evento principal de la marca ECW fue entre los equipos ECW Originals (conformado por Tommy Dreamer, Rob Van Dam, The Sandman y Sabu) y New Breed (conformado por Elijah Burke, Marcus Cor Von, Matt Striker y Kevin Thorn). El feudo giraba principalmente , en torno a cual equipo fuera la fuerza dominante en el renacimiento de la ECW. Los dos equipos se enfrentaron, en varias luchas en las semanas antes del evento. La nueva generación parecía haber dominado durante varias semanas, sin embargo, el líder ECW Originals Rob Van Dam derrotó a líder de The New Breed Elijah Burke en una lucha individual.Tommy Dreamer emitió el reto de la nueva raza en un partido de 4-on-4 Tag Team match en WrestleMania, que fue aceptada por Elijah Burke, en nombre de la nueva generación.

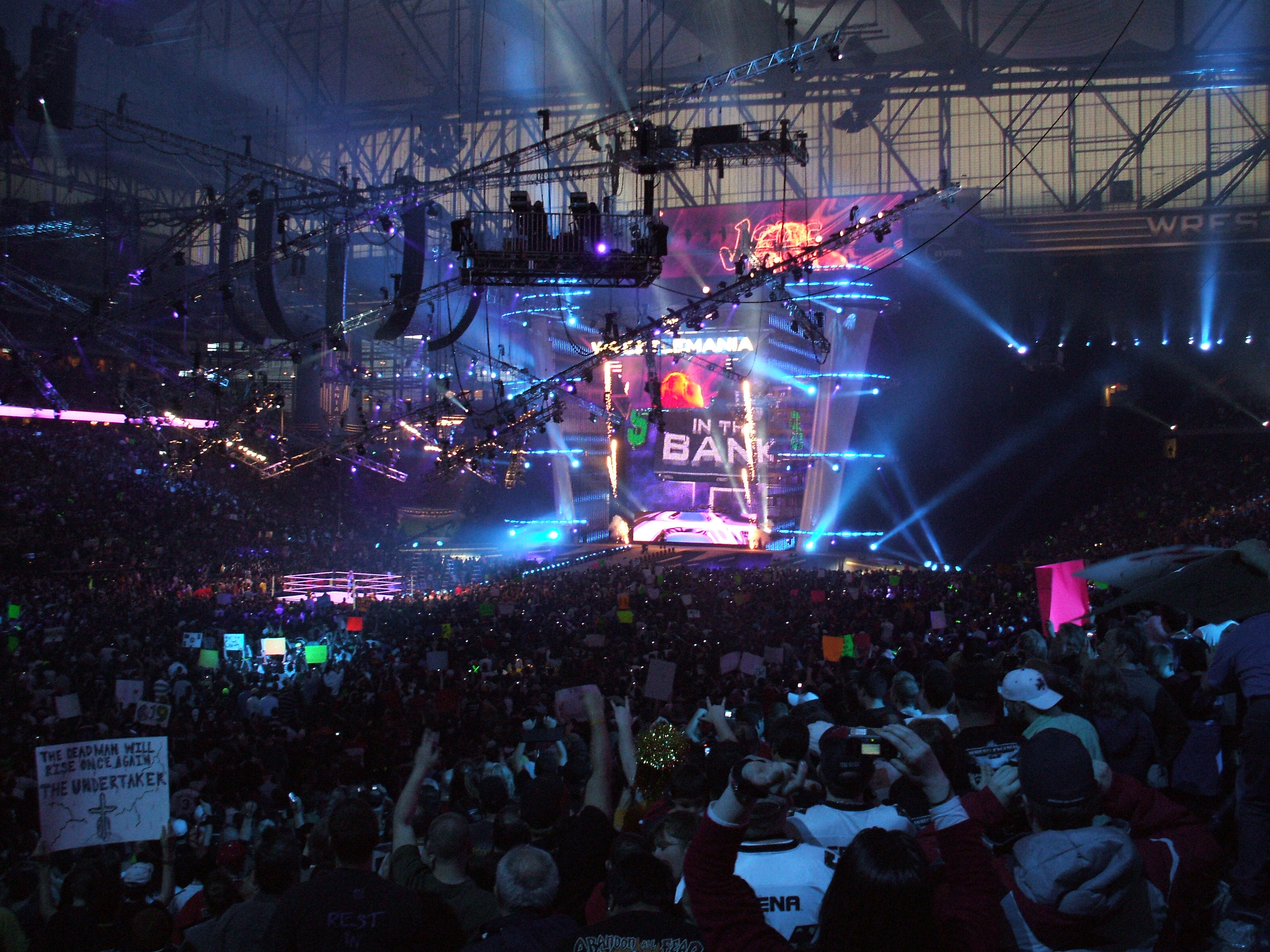
El anuncio del Money in the Bank de WrestleMania 23.

Varias semanas antes de WrestleMania, se anunció que el Money in the Bank ladder match se celebraría de nuevo, como lo fue en los últimos dos años. En una edición de Raw, Edge, el ganador de Money in the Bank en el 2005 derrotó a Rob Van Dam, el gandor de Money in the Bank en el 2006 para ganar el primer lugar en el partido. La siguiente noche en ECW, se llevó una lucha clasificatoria entre CM Punk y Johnny Nitro ganando la lucha CM Punk. 3 Días Después en SmackDown!, King Booker se convirtió en el tercer hombre en clasificar, derrotando a Kane en un Falls Count Anywhere match, después de una interferencia de The Great Khali. En la próxima edición de RAW, Jeff Hardy cubrió a Shelton Benjamin en una lucha para convertirse en el cuarto hombre en calificar. La siguiente noche en ECW Mr. Kennedy derrotó a Sabu en un Extreme Rules Match para ganar el quinto lugar. En el siguiente SmackDown!, Dos partidos de clasificación se llevaron a cabo, donde Matt Hardy derrotó a Joey Mercury, y Finlay derrotó al Campeón de los Estados Unidos Chris Benoit y a Montel Vontavious Porter en una Triple Threat Match, obteniendo ambos un clasificación al Money in the Bank. El partido de clasificación final tuvo lugar en Raw entre Carlito y Ric Flair, el partido se consideró un No Contest después de que The Great Khali interfirió y atacó a ambos. La semana siguiente en RAW, Randy Orton derrotó a Flair y Carlito en una eliminación match para convertirse en el último luchador en calificar. Después de que Edge y Orton había dejado de asociarse entre sí, los dos trataron de conseguir que uno de ellos, fuera sacado del Money in the Bank. Pero ninguno de los dos fue sacado ya que Edge ganó una Battle Royal para conservar su puesto y Orton ganó un partido en ECW para conservar el suyo.
En No Way Out 2007, el Campeón de los Estados Unidos Chris Benoit y The Hardys (Matt & Jeff) derrotaron a MNM (Joey Mercury & Johnny Nitro) y Montel Vontavious Porter. Después Benoit y MVP han tenido algunas luchas entre ellos, luego MVP decidió empezar a mostrar que él era el "verdadero" Campeón de Estados Unidos MVP teniendo peleas contra los "campeones" de otros países (incluidos los de Luxemburgo y Escocia, que en realidad eran intermediarios superándolos en los pocos minutos. MVP luego desafió a Benoit por el campeonato en WrestleMania.
Otro combate destacado, fue la "Battle of the Billionairs (Batalla de los Millonarios) "Hair vs. Hair match. En una edición de RAW, Vince McMahon decidió invitar a Donald Trump, quién venía a la WWE por primera vez y allí Trump le propuso a McMahon a una lucha en WrestleMania, donde ellos escogieran un luchador de su gusto, para que se enfrenten entre sí y el millonario que perdiera la lucha, perdería completamente su cabellera. McMahon escogió a Umaga y Trump escogió a Bobby Lashley, que venía de retener el Campeonato de la ECW ante Mr. Kennedy, en el evento anterior No Way Out 2007. Como Lashley y Umaga se siguieron atacando entre sí, McMahon anunció días después en RAW, que habrá un árbitro especial para la lucha y finalmente, Stone Cold Steve Austin fue el elegido y Vince, Shane y Umaga, sabían que la designación de Austin como árbitro especial de la lucha, los haría perjudicar y haría favorecer a Trump y Lashley.

## Resultados
- Dark Match: Carlito & Ric Flair derrotaron a Chavo Guerrero & Gregory Helms en un Lumberjack match (5:13)
  - Carlito cubrió a Chavo después de una "Backstaber".
  - Los leñadores fueron Viscera, Shad Gaspard, JTG, Chris Masters, Shelton Benjamin, Charlie Haas, Robbie McAllister, Rory McAllister, Super Crazy, Val Venis, Johnny Nitro, Jim Duggan, Eugene, Lance Cade, Trevor Murdoch, Kenny Dykstra, Daivari, Shannon Moore, Sylvain Grenier, Deuce, Domino, Paul London, Brian Kendrick, The Miz, Vito, Scotty 2 Hotty, William Regal, Dave Taylor, Jimmy Wang Yang, Jamie Noble, Funaki, Balls Mahoney, Stevie Richards, Little Guido Maritato, Hardcore Holly y Snitsky.
- Mr. Kennedy derrotó a Edge, CM Punk, King Booker (con Queen Sharmell), Jeff Hardy, Matt Hardy, Finlay y a Randy Orton ganando el Money in the Bank Ladder match (19:05)
  - Kennedy descolgó el maletín ganando la lucha.
  - Durante la lucha Edge y Jeff Hardy tuvieron que ser sacados de la lucha en una camilla.
  - Durante la lucha Hornswoggle interfirió a favor de Finlay.

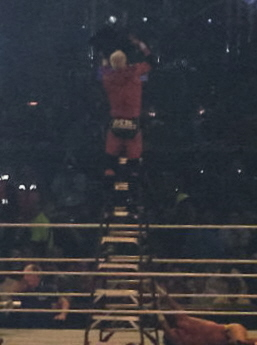
Mr. Kennedy descolgado el maletín para ganar el Money in the Bank Ladder match.

- The Great Khali derrotó a Kane (5:31)
  - Khali cubrió a Kane después de una "Khali Bomb".
  - Este combate enfrentaba a las marcas RAW y SmackDown, ya que Kane pertenecía al elenco de SmackDown y Khali al de RAW.
  - Después de la lucha, Khali atacó a Kane con una cadena con gancho que esté último trajo debajo del ring.
- Chris Benoit derrotó a Montel Vontavious Porter reteniendo el Campeonato de los Estados Unidos de la WWE (9:20)
  - Benoit cubrió a MVP después de un "Diving Headbutt".
  - Esta fue la última lucha de Benoit en un WrestleMania.

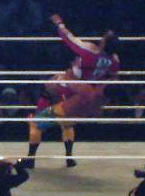
Benoit aplicando un German Suplex en su lucha con MVP en Wrestlemania 23

- The Undertaker derrotó a Batista ganando el Campeonato Mundial Peso Pesado (15:48)
  - Undertaker cubrió a Batista después de una "Tombstone Piledriver".
  - Undertaker aumentó su invicto en WrestleMania a 15-0.
- The ECW Originals (Tommy Dreamer, Rob Van Dam, Sabu & The Sandman) derrotaron a New Breed (Elijah Burke, Marcus Cor Von, Matt Striker & Kevin Thorn) (con Ariel) (6:26)
  - RVD cubrió a Striker después de una "Five-Star Frog Splash".
- Bobby Lashley (con Donald Trump) derrotó a Umaga (con Vince McMahon & Armando Alejandro Estrada) en una "Battle of the Billionairs" Hair vs. Hair match con Steve Austin como árbitro especial (13:04)
  - Lashley cubrió a Umaga después de una "Stone Cold Stunner" de Austin y una "Spear" de Lashley.
  - Durante la lucha intervino Shane McMahon, en ayuda de Umaga y Vince, usando un atuendo de árbitro, pero fue atacado por Austin.
  - Durante la lucha, Austin le aplicó una "Stone Cold Stunner" a Umaga.
  - Después de la lucha, Lashley y Trump le raparon el cabello a Vince McMahon, minutos antes Austin aplicó una "Stone Cold Stunner" a Vince y a Shane.
  - Momentos después, Austin aplicó una "Stone Cold Stunner" a Trump.
- Melina derrotó a Ashley en un Lumberjill Match reteniendo el Campeonato Femenino de la WWE (3:14)
  - Melina cubrió a Ashley con un "Victory Roll Pin".
  - Las leñadoras fueron: Victoria, Layla, Jillian Hall, Candice Michelle, Kelly Kelly, Trinity, Torrie Wilson, Brooke Adams, Kristal Marshall, Michelle McCool, Maria y Mickie James.
  - Después de la lucha, todas las leñadoras ingresaron al cuadrilátero a luchar entre ellas.
- John Cena derrotó a Shawn Michaels reteniendo el Campeonato de la WWE (28:22).[5]
  - Cena forzó a Michaels a rendirse con la "STF".
  - Cena y Michaels llegaron a esta lucha como Campeones Mundiales en Parejas

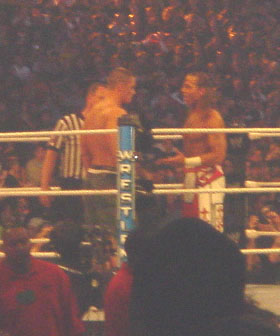
John Cena y Shawn Michaels en Wrestlemania 23.

## Otros roles
Comentaristas en inglés
- Michael Cole - SmackDown!
- Jerry "The King" Lawler - RAW
- John "Bradshaw" Layfield- SmackDown!
- Jim Ross - RAW
- Joey Styles - ECW
- Tazz - ECW

Comentaristas en español
- Carlos Cabrera
- Hugo Savinovich

Anunciadores
- Tony Chimel  - SmackDown!
- Howard Finkel - WWE Salón de la Fama
- Lillian García - RAW / Money in the Bank
- Theodore Long - Batista / Undertaker match
- Justin Roberts - ECW

| Árbitros de RAW - Mike Chioda - Jack Doan - Chad Patton - Marty Elias Árbitros de SmackDown - Jim Korderas - Charles Robinson - Mickie Henson - Chris Kay Árbitro de ECW - Scott Armstrong Entrevistadores - Jonathan Coachman - Todd Grisham |